# Mitt grymma öde
Mitt grymma öde är en roman från 2012 av den svenske författaren Carl-Michael Edenborg. Den handlar om barocktonsättaren Georg Friedrich Händel, som skildras som manisk och sexuellt utsvävande.

## Tillkomst
Enligt Carl-Michael Edenborg lockades han att skriva om Georg Friedrich Händel på grund av kontrasterna i tonsättarens liv: å ena sidan det upphöjda i musiken han skrev, å andra sidan hans rykte som ilsken, snål och ensam. Edenborg lockades också av att mycket lite om Händels privatliv är känt, i synnerhet finns ingenting dokumenterat om hans kärleksliv.

## Mottagande
I Skånska Dagbladet beskrev Lennart Bromander boken som "rena orgien i Händels sexualitet, skriven på elegant, stundtals rent briljant prosa, vilket ger skjuts åt det ofta lätt groteska innehållet." Han fann episoden där Händel visar dragning till unga kastratsångare långsökt, och skrev att han "har svårt att se att det på något sätt skulle göra Händel intressantare som människa eller tonsättare." Bromander avslutade: "Edenborg skriver dock alldeles utmärkt även när han beskriver Händel som tonsättare, men hans maniska intresse för Händels eventuella perverterade sexualitet är lite tröttsam att läsa om för den som inte delar hans intresse." John Sjögren skrev i Upsala Nya Tidning: "Mitt grymma öde är en roman om skapandets villkor, om grymhet och våld, genialitet och galenskap, om köttets musik och själens obotliga längtan efter skönhet. ... Om allt detta har Edenborg skrivit en vindlande, språkligt sprudlande, fasansfull, tänkvärd, stundtals mycket rolig och oavbrutet underhållande roman. Det är bara att konstatera: Edenborg har skrivit ett mästerverk."